# Alekszandr Lvovics Parvusz
Alekszandr Lvovics Parvusz, született Izrail Lazarevics Gelfand (Berezino, Minszki kormányzóság, 1867. augusztus 27. –  Berlin, 1924. december 12.) az orosz és német szociáldemokrata mozgalom vezető egyénisége, marxista teoretikus, publicista, a filozófia doktora, Németország titkosszolgálatának ügynöke. Egyike volt a "permanens forradalom" elméletének első megfogalmazóinak. Alekszandr Molotov volt a párton belüli fedőneve, melyet 1915-től használt.

## Magyarul megjelent művei
- A háború szociális mérlege; ford. Schöner Dezső; Népszava, Bp., 1918 (Munkáskönyvtár)
- Állam, ipar, szocializmus; ford. Bánóczi László; Népszava, Bp., 1924